# فورفورال
فورفورال (به انگلیسی: Furfural) ، یک ترکیب شیمیایی با شناسه پاب‌کم ۷۳۶۲ است. شکل ظاهری این ترکیب، روغن بی‌رنگ است.